# Gorka Urtaran
Gorka Urtaran Agirre (Vitoria, 21 de diciembre de 1973) es un político español, miembro del Partido Nacionalista Vasco. Fue alcalde de Vitoria entre 2015 y 2023.

## Biografía
Gorka Urtaran nació en Vitoria el 21 de diciembre de 1973. Su madre, María Jesús Aguirre, fue mano derecha de José Ángel Cuerda, alcalde de Vitoria entre 1979 y 1999. Cursó sus estudios en el colegio San Viator de la capital alavesa y se licenció en Sociología en el año 1998 por la Universidad del País Vasco. Se afilió al Partido Nacionalista Vasco (PNV) en 1994 y fue elegido concejal de Vitoria en el año 2011, donde es el portavoz del PNV. Entre los años 2007 y 2011 fue procurador en las Juntas Generales de Álava.
En las elecciones de 2015, fue el candidato de su formación a la alcaldía de Vitoria. Obtuvo el tercer puesto, por detrás del Partido Popular y EH Bildu, perdiendo un concejal respecto a los comicios anteriores. En un principio, logró el apoyo de EH Bildu y el PSE-EE para ser elegido alcalde. Finalmente, y ante la marcha atrás realizada por el PSE-EE que se negó a apoyar su investidura, fue elegido regidor de la ciudad con el apoyo de PNV, EH Bildu, Irabazi (coalición de Equo y Ezker Anitza) y Sumando-Hemen Gaude (candidatura apoyada por Podemos).
Tras ocho años al frente del consistorio, decidió no concurrir a las elecciones municipales de 2023.